# Sval

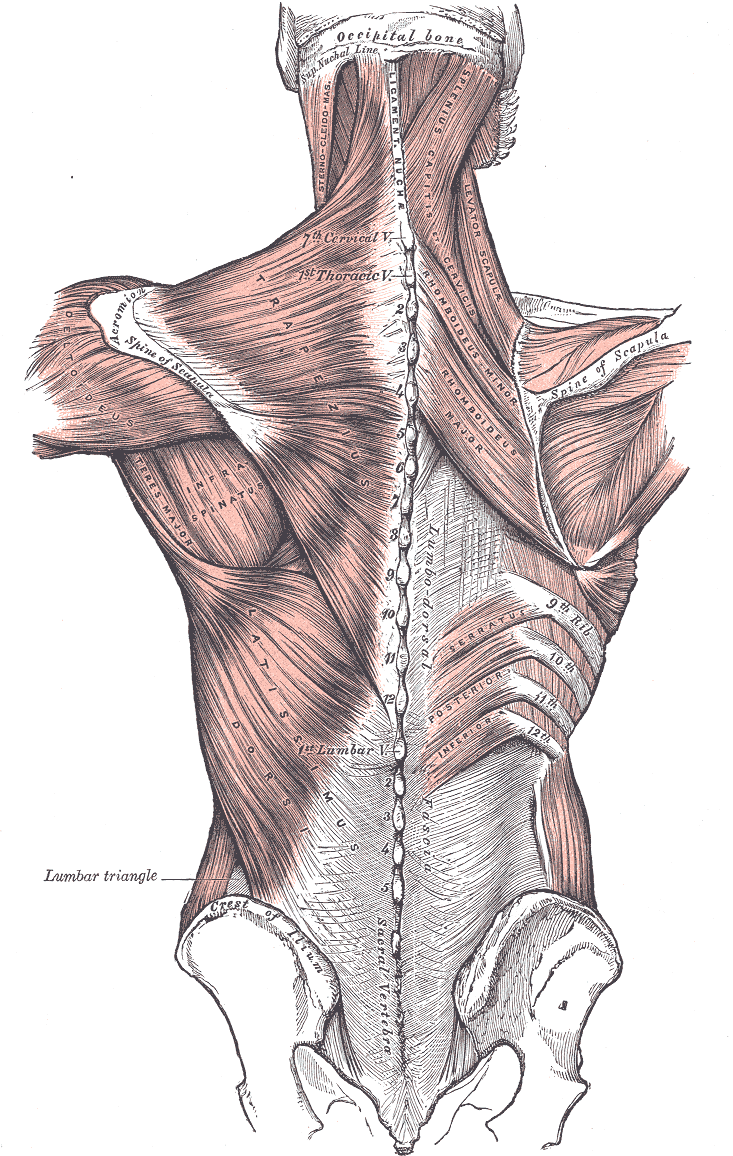
Svalovina zad

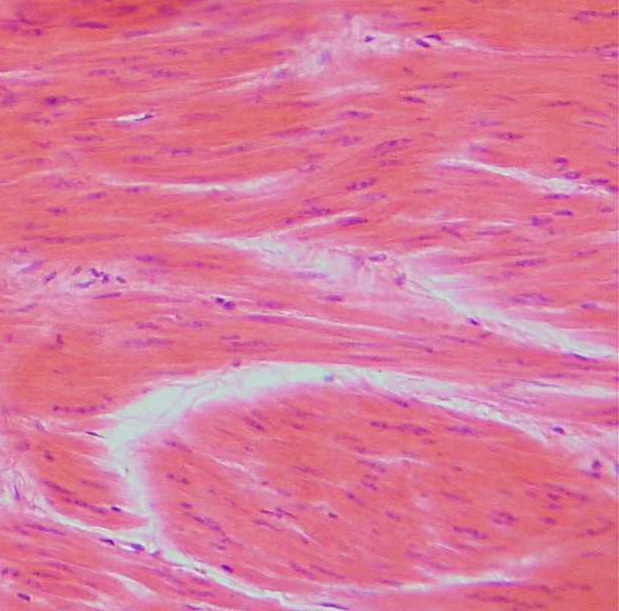
Buňky hladké svaloviny

Sval (musculus), často také svalovina, je orgán, jehož funkcí je umožnění aktivního pohybu živočicha nebo jeho části. Sval je tvořen především svalovou tkání. Všechny svaly tvoří svalovou soustavu. Věda, která zkoumá svaly, se nazývá myologie.
Svaly mají schopnost přeměnit chemickou energii živin v kinetickou energii (účinnost 0, 2 ) a teplo.

## Funkce svalů
Základní vlastností svalové tkáně je schopnost se stahovat (kontrahovat), což je umožněno speciálními mnohojadernými vláknitými strukturami uloženými v cytoplazmě všech svalových buněk, myofibrilami. Myofibrily jsou složeny z uspořádaných molekul aktinu a myosinu, mají průměr 20 až 150 mikrometrů a délku 0,5 až 20 cm. Za zvýšené koncentrace vápenatých iontů a přítomnosti ATP dochází k zasouvání tenkých aktinových vláken mezi tlustá vlákna myosinová, myofibrila se zkrátí a dojde ke kontrakci. Stah svalu je podkladem pro veškerý svalový pohyb.
Svalový stah je důsledkem řetězce chemických reakcí, k jejichž proběhnutí je potřeba splnění několika podmínek, v první řadě podráždění svalu a dostatečná zásoba energie ve svalu.

### Specializované funkce
V duhovce oka můžeme nalézt hladké svaly které při větším množství světla zmenší zorničku a pří jeho nedostatku ji zase roztáhnou, takže do oka proniká ideální množství světla.
Vzpřimovač chlupu je sval v kůži, který po podráždění vzpřímí chlup. Signálem k jeho stahu může být pocit chladu („husí kůže“), vzpřímením chlupů dojde ke zlepšení izolační schopnosti chlupového pokryvu těla, chlupy se mohou vzpřímit ale i v důsledku stresu (naježený ocas kočky).

## Lidské svalstvo
Lidské svalstvo se nevymyká typickému svalstvu primátů, ale je na něj samozřejmě soustředěna největší pozornost, jak mezi vědci, tak laiky. Jeho ať už cíleným tak necíleným zatěžováním (posilováním) se dá docílit nárůstu svalové hmoty i zvětšení svalových vláken.

## Typy svalové tkáně
- Kosterní svalovina (příčně pruhovaná či žíhaná svalovina): řízena nervy mozkovými a míšními, ovládána naší vůlí. Každý sval přemosťuje jeden nebo více kostěných spojů.
- Hladká svalovina (útrobní svalovina): mimovolní, výstelky útrob
- Srdeční svalovina (myokard)
- Myoepiteliální tkáň: druh epitelu, který se stahuje a umožňuje např. vylučování (sekreci) žláz.

### Příčně pruhovaná (kosterní) svalovina
Pod mikroskopem můžeme pozorovat žíhání, které je způsobeno pravidelným střídáním aktinu a myosinu v myofibrilách.

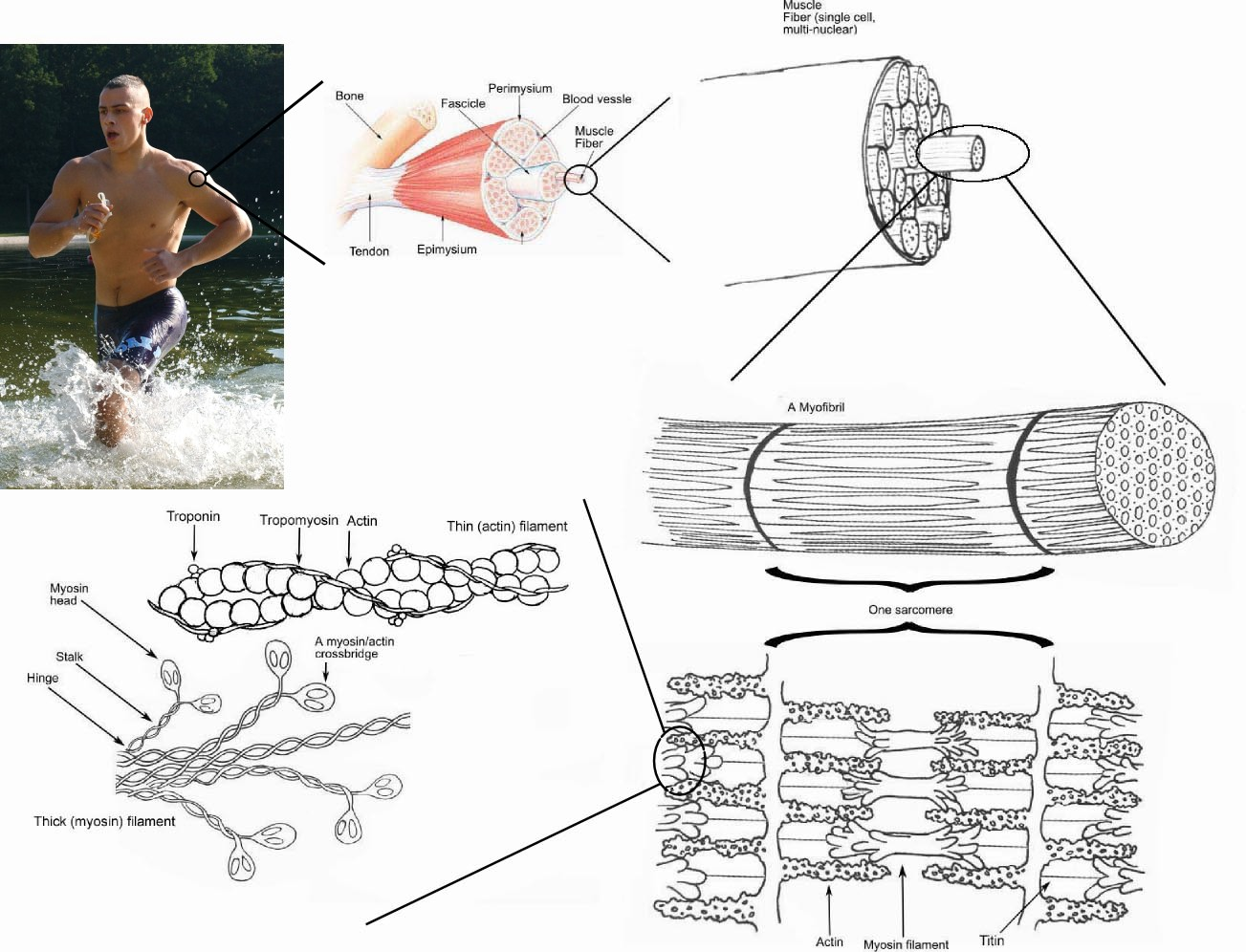
Kosterní sval. Stavba kosterního svalu se dá demonstrovat na různých přiblíženích. Postup od vnějšího vzhledu svalů až k mikroskopickému uspořádání molekul. Pořadí je toto: sval > svalový snopec > svalové vlákno > myofibrila > sarkomera

Kosterní svalstvo je tvořeno příčně pruhovanou svalovinou a obvykle se upíná ke kostem. Je ovladatelné vůlí a díky němu se tělo pohybuje. Je to například jazyk, svaly hlavy a končetin, ale i bránice, hlavní dýchací sval savců.
Stavbu kosterního svalu je možné zkoumat na několika úrovních. Kosterní sval se na první pohled skládá z těchto částí:
- svalové bříško – masitá nejširší část
- hlava svalu
- šlacha
- mnoho specializovaných vazivových útvarů, které usnadňují a umožňují jeho funkci.

Kosterní sval je tvořen dlouhými svalovými vlákny (až 40 cm), tvořené v podstatě jednou, ale mnohojadernou buňkou, takzvaným rhabdomyocytem. Vlákna jsou obalena řídkou vazivovou pochvou. Podélně uložená příčně pruhovaná vlákna se nazývají myofibrily, které umožňují kontrakci.
Svalová vlákna se spojují ve snopečky a snopce (10–100 svalových vláken), které jsou kryté silným vazivovým obalem. Snopce se pojí ve svaly kryté pevnou a pružnou vazivovou blanou – fascií (povázkou). Na obou koncích svalu přechází fascie ve šlachy, které jsou pevně napojeny na kosti jako začátky a úpony svalů. Svalová i vazivová vlákna jsou elastická, umožňují až stoprocentní protažení své délky.
Každé svalové vlákno (rhabdomyocyt) uvnitř v cytoplazmě obsahuje myofibrily, které je ještě příčně rozdělena na přepážky, sarkomery. Díky těmto sarkomerám dostaly příčně pruhované svaly svůj název.

### Srdeční svalovina
Srdeční svalovina či myokard (myokardum) tvoří tzv. kardiomyocyty či kardiocyty, které jsou příčně pruhované v důsledku přítomnosti sarkomer. Jejich délka činí 85–100 mikrometrů a šířka 15 mikrometrů. Funkce a stavba kontraktilních bílkovin je shodná s kosterním svalstvem, proto je někdy brána jako speciální typ příčně pruhované svaloviny. Buňky jsou spojeny interkalárními disky a mají jedno až dvě buněčná jádra uspořádaná ve více směrech.
Myokard není ovladatelný vůlí. Podněty ke stahování vznikají přímo v srdci. Tvoří téměř celou srdeční stěnu.

### Hladká svalovina
Hladká svalovina je evolučně původnější, u bezobratlých je často jediným typem svalové tkáně v jejich tělech. U savců je přítomna pouze jako vůlí neovladatelná svalovina stěn cév, trávicí trubice, žaludku, vývodů žláz, dělohy nebo svalů jako je vzpřimovač chlupu nebo svaly duhovky oka.
Na podnět reaguje pomaleji než příčně pruhovaný sval.
Hladká svalovina není tvořena vlákny, ale samostatnými buňkami vřetenovitého tvaru, v jejichž cytoplazmě myofibrily nejsou uspořádané jako u příčně pruhovaného svalu, takže ani pod mikroskopem nemůžeme pozorovat příčné žíhání.

### Svalové „trigger pointy“
Trigger point („spoušťový bod“), někdy též „myogelóza“, „myofascitida“ je bolestivé, ztuhlé místo ve svalu, které je přičítáno městnání odpadních metabolitů. Kyselina mléčná není po akci svalu dostatečně odplavována (absencí protažení, nedostatečnou hydrataci člověka aj.), vmezeřuje se do měkké tkáně svalu a dráždí okolní struktury. Místo bývá dobře hmatné, citlivé na dotek a může spustit i antalgickou motorickou reakci. Pro častou rezistenci na manuální masáž je třeba pro odstranění trigger pointů použít jiné formy fyzioterapie, např. postizometrickou relaxaci svalu. 
Typické místo trigger pointů bývá na zádech u vnitřní horní hrany lopatky (m. levator scapulae, m. rhomboid minor, m. supraspinatus, m. trapezius), dále např. ve svalu lýtkovém (m. soleus), ve svalu žvýkacím (m. masseter) apod.